# A Night at the Opera (album, Blind Guardian)
A Night at the Opera je sedmé studiové album německé powermetalové hudební skupiny Blind Guardian. Vydáno bylo v roce 2002 pod vydavatelstvím Virgin Records. Oproti předchozím deskám se zde skupina více přiblížila k progresivní hudbě; vokální linky a kytary jsou často vrstveny přes sebe, zvuk je mnohem mohutnější a album tvoří komplexnější obraz. Album na rozdíl od předchozích nahrávek, které byly převážně chváleny, vzbudilo spíše rozporuplné reakce v řadách fanoušků skupiny. Zatímco jedné části se líbilo, druhá kritizovala „novou cestu“, na kterou se Blind Guardian vydali.

## Seznam skladeb
Hudbu složil(i) André Olbrich a Hansi Kürsch, není-li uvedeno jinak, texty napsal(i) Hansi Kürsch.
| Pořadí         | Název                              | Hudba                          | Délka |
| -------------- | ---------------------------------- | ------------------------------ | ----- |
| 1.             | Precious Jerusalem                 |                                | 6:22  |
| 2.             | Battlefield                        | Olbrich, Kürsch, Thomas Stauch | 5:37  |
| 3.             | Under the Ice                      |                                | 5:44  |
| 4.             | Sadly Sings Destiny                |                                | 6:04  |
| 5.             | The Maiden and the Minstrel Knight |                                | 5:30  |
| 6.             | Wait for an Answer                 |                                | 6:30  |
| 7.             | The Soulforged                     | Olbrich, Kürsch, Stauch        | 5:18  |
| 8.             | Age of False Innocence             |                                | 6:05  |
| 9.             | Punishment Divine                  |                                | 5:45  |
| 10.            | And Then There Was Silence         |                                | 14:06 |
| Celková délka: | Celková délka:                     | Celková délka:                 | 67:01 |

## Obsazení
- Hansi Kürsch – basová kytara, zpěv
- André Olbrich – kytary, doprovodný zpěv
- Marcus Siepen – kytary, doprovodný zpěv
- Thomas Stauch – bicí

Hosté
- Oliver Holzwarth – basová kytara
- Mathias Wiesner – klávesy, orchestrální efekty
- Michael Schüren – piano
- Max Zelzner – flétna
- Pad Bender, Boris Schmidt & Sascha Pierro – klávesy a zvukové efekty
- Rolf Köhler, Thomas Hackmann, Olaf Senkbeil & Billy King – chorály